# حادثة الطبعة
حادثة الطبعة حدثت في ليلة الجمعة 13/3/1344 هـ الموافق لـ 2/10/1925م وبالتحديد على الساحل الشرقي للجزيرة العربية ابان نهاية موسم الغوص (ينتهي في 4 أكتوبر ويبدأ موسم الأمطار 16 أكتوبر) وبينما كانت سفن الغوص متواجدة على المغاصات، وكانت أكثر السفن على مغاص يقال له «الديبل» بينما بقية السفن الغوص متفرقة على المغاصات الأخرى كمغاص داس – حاولول - أبا الحنين – جنة – حولي – اشتيه...و غيرهن.

## الاحداث
ففي منتصف الليل هبت رياح نشطة تصاحبها أمطار غزيرة، فثار البحروزمجر، وتعالت امواجه وتلاطمت جوانبه ودفعت الرياح والأمطار السفن مع كل الاتجاهات، فتلاطمت مع بعضها وتعالت اصوات خلق الله بترديد التضرع والتوسل إلى الله والالتجاء إلى رحمته، وهم يصارعون هول هذه الليلة الليلاء الحالكة الظلمة ويسمعون النداءات والاستغاته في كل الاتجاهات يتعالى مع صرير الالواح وتمزق الاشرعة وتلاطم الامواج ببعضها وغرق أكثر السفن والمراكب بما فيها الا من كتب الله له النجاة.
و بعد انتهاء العاصفة وسكون البحر هرعت سفن الإنقاذ من الموانئ القريبة حاملة الطعام والشراب والاسعافات الأولية وبعد البحث والتقصي نتج ما يلي:
1. قدرت السفن والمراكب التي غرقت في البحر 80% من السفن والمراكب الموجودة في عرض البحر ابان الحادثة
2. مات وفقد عديد كبير من الرجال على جميع مستويات
3. فقدت اموال طائلة، فقد كان البحارة يحملون اموالهم معهم أثناء ركوبهم في البحر حفاضا عليها السفن التي نجت حدث بها تلفيات كبيرة